# Sobór Narodzenia Pańskiego w Riazaniu
Sobór Narodzenia Pańskiego, od XV do XVIII w. sobór Zaśnięcia Matki Bożej – prawosławny sobór w Riazaniu, katedra eparchii riazańskiej Rosyjskiego Kościoła Prawosławnego.

## Historia
Sobór Zaśnięcia Matki Bożej w Riazaniu został wzniesiony przed 1427. Pełnił funkcję katedry eparchii riazańskiej, w nim też chowani byli książęta riazańscy (jako pierwszy w 1427 Fiodor Olegowicz). Bryła budynku (sobór był krzyżowo-kopułowy, z czterema ołtarzami, jedyną kopułą i trzema absydami) pozwala domniemywać, iż wzorem dla budowniczych był oddany w 1326 do użytku liturgicznego sobór Zaśnięcia Matki Bożej w Moskwie.
Pierwsza przebudowa obiektu miała miejsce w latach 1598–1606 z inicjatywy arcybiskupa Mitrofana II, który jednak nie dożył końca prac budowlanych. Po raz drugi riazański sobór przebudowywał w 1651 moskiewski architekt J. Jermołow, zaś po raz trzeci przekształcano go w latach 70. XVII w. Żadna z przebudów nie naruszyła jednak zasadniczej koncepcji budynku, jedynie liczbę kopuł zwiększono z jednej do pięciu. Zasadniczo przebudowano obiekt w 1753, gdy rozebrane zostały stare filary i sklepienia, przekształcony przedsionek, zniszczono kamienne nagrobki książąt riazańskich, zastępując je drewnianymi płytami. Gdy w 1776 wzniesione kilkanaście lat wcześniej sklepienia zawaliły się, nagrobki książąt ostatecznie uległy zniszczeniu. W XVIII w. wezwanie soboru zmieniono na Narodzenia Chrystusa, gdyż w jego sąsiedztwie w ostatnich dekadach poprzedniego stulecia wzniesiono nowy sobór Zaśnięcia Matki Bożej.
W 1826, w związku z niewielkimi rozmiarami świątyni, zdecydowano o jej kolejnej przebudowie. W ramach prac prowadzonych według projektu Stefenhagena podwyższono całą budowlę, dostawiono od zachodu czterokolumnowy portyk, udekorowano parami kolumn wejście południowe i północne, powiększono okna. Jeszcze w XIX w. obiekt był dalej przekształcany, m.in. w ramach przygotowań do 800. rocznicy powstania miasta przebito nowe okna. W takiej postaci, z elementami stylu bizantyjsko-rosyjskiego, budowla przetrwała.